# Liste von Dateivergleichsprogrammen
Diese Liste vergleicht Software zum Vergleichen von Dateien und teilweise Verzeichnisstrukturen, wenn der Hauptzweck der Software die Dateiverwaltung ist.

## Allgemein
Allgemeine und grundlegende Informationen über Programme zum Vergleichen von Dateien:
| Name                              | Hersteller                          | FOSS                                                    | Frei                                        | Datum der Erstausgabe                                | letzte stabile Version                     | Windows                   | Macintosh     | Linux      | Andere Plattformen                                        | Maximale Dateigröße            |
| --------------------------------- | ----------------------------------- | ------------------------------------------------------- | ------------------------------------------- | ---------------------------------------------------- | ------------------------------------------ | ------------------------- | ------------- | ---------- | --------------------------------------------------------- | ------------------------------ |
| Araxis Merge                      | Araxis Ltd                          | Nein; proprietär                                        | Nein 79/169 GBP Standard/Pro (30 Tage frei) |                                                      | 2022                                       | Ja                        | Ja            | Nein       | Nein                                                      | >2GB (64bit)                   |
| Beyond Compare                    | Scooter Software                    | Nein; proprietär                                        | Nein; 35,-- USD (std), 70,-- (Pro)          | 1996                                                 | 19.10.2023 (v4.4.7)                        | Ja                        | Ja            | Ja         |                                                           | < 2 GB (32 bits)               |
| diff, diff3                       | AT&T                                | Ja; BSD Klausel 3, BSD Klausel 4, CDDL, GPL, proprietär | Ja                                          | 1974                                                 |                                            | Ja                        | Ja (macOS)    | Ja         | portiert auf die meisten Plattformen als Teil von SCCS    | > 2 GB aber weniger als 64 bit |
| DiffTool                          | Ludwig Gruber                       | Nein; proprietär                                        | Ja; (on Google Play Store)                  | 2014                                                 | 24. April 2021                             | Nein                      | Nein          | Nein       | Android                                                   |                                |
| Diffuse                           | Derrick Moser                       | Ja; GPL                                                 | Ja                                          | 2006                                                 | Juni 2014 (0.4.8)                          | Ja                        | Ja            | Ja         | alles mit PyGtk+                                          |                                |
| Eclipse (compare)                 |                                     | Ja; Eclipse Public License                              | Ja                                          | 21. Juni 2004                                        | 26. September 2014                         | Ja                        | Ja            | Ja         | alles mit Java                                            |                                |
| Ediff                             | Michael Kifer                       | Ja; GPL                                                 | Ja                                          | 1994                                                 | 2.81.4                                     | Ja                        | Ja (macOS)    | Ja         | alles mit Emacs                                           |                                |
| ExamDiff Pro                      | PrestoSoft                          | Nein; proprietär                                        | Nein; 35,-- USD, nur Datei-Version frei     | 1998                                                 | 2022                                       | Ja (Win98 bis Windows 11) | Nein          | Nein       |                                                           |                                |
| Far Manager (compare)             | Eugene Roshal (original); FAR Group | Nein; Revised BSD-Lizenz                                | Ja                                          | 1996                                                 | August 2014 (v 3.0 build 4040)             | Ja                        | Nein          | Nein       |                                                           |                                |
| FileMerge                         | Apple Inc.                          | Nein; proprietär                                        | Ja; (part of Apple Developer Tools)         | 1993 (part of NEXTSTEP 3.2)                          | 2014 (v2.8)                                | Nein                      | Ja (Mac OS X) | Nein       |                                                           |                                |
| Guiffy SureMerge                  | Guiffy Software                     | Nein; proprietär                                        | Nein; 37,50 USD (Pro), 75,-- (eXpert)       | 2000                                                 | 2015 July (v11.2)                          | Ja                        | Ja            | Ja         | alles mit Java                                            | > 2 GB                         |
| IntelliJ IDEA (compare)           | JetBrains                           | Nein; proprietär                                        | Nein                                        |                                                      | 2007 (v6.0.5)                              | Ja                        | Ja            | Ja         |                                                           |                                |
| jEdit JDiff plugin                | jedit.org                           | Ja; GPL                                                 | Ja                                          | 1998                                                 | 2012 (3.3.0)                               | Ja                        | Ja            | Ja         | alles mit Java                                            |                                |
| KDiff3                            | Joachim Eibl                        | Ja; GPL                                                 | Ja                                          | 2002                                                 | Juni 2014 (0.9.98)                         | Ja                        | Ja            | Ja         | Qt4 oder Qt5                                              |                                |
| Kompare                           | Otto Bruggeman                      | Ja; GPLv2+                                              | Ja                                          |                                                      |                                            | Ja                        | Ja (Mac OS X) | Ja         |                                                           |                                |
| Lazarus Diff                      | Lazarus (Entwicklungsumgebung)      | Ja; GPL                                                 | Ja                                          | 2000                                                 | 2009                                       | Ja                        | Ja            | Ja         | FreeBSD                                                   |                                |
| Meld                              | Stephen Kennedy                     | Ja; GPLv2+                                              | Ja                                          | 2002                                                 | 19. Juni 2018 (v3.18.2)                    | Ja                        | Ja            | Ja         | BSD, Solaris                                              |                                |
| Notepad++ (compare)               | Various                             | Ja; GPLv3                                               | Ja                                          | 2009                                                 | 6. Januar 2015 (1.5.6.6)                   | Ja                        | Nein          | Nein       |                                                           |                                |
| Perforce P4Merge                  | Perforce                            | Nein; proprietär                                        | Ja                                          |                                                      | 2014 (2014.3)                              | Ja                        | Ja            | Ja         | Sun Solaris                                               |                                |
| Pretty Diff                       | Pretty Diff                         | Nein; MIT-kompatibel                                    | Ja                                          | 2009                                                 | 26. November 2014                          | Ja (Web)                  | Ja (Web)      | Ja (Web)   | Node.js, Windows Script Host                              |                                |
| Tkdiff                            | tkdiff                              | Ja; GPLv2+                                              | Ja                                          | 2003 (oder früher)                                   | 27. November 2011 (v4.2)                   | Ja (Tcl)                  | Ja (Tcl)      | Ja (Tcl)   | alles mit Tcl                                             |                                |
| Total Commander (compare)         | Christian Ghisler                   | Nein; proprietär                                        | Nein                                        | 29. September 1993 unter dem Namen Windows Commander | 20. Oktober 2017 (v9.10)                   | Ja                        | Nein          | Nein       | Android, Blackberry, Windows Phone 8.1, Windows 10 Mobile |                                |
| twdiff (TextWrangler Diff Helper) | Bare Bones Software, Inc.           | Nein; proprietär                                        | Ja; mit TextWrangler                        |                                                      | 2012 (1.0 (v22))                           | Nein                      | Ja            | Nein       | Nein                                                      |                                |
| vim                               | Bram Moolenaar et al.               | Ja; GPL-kompatibel                                      | Ja                                          | 1991                                                 | 2019 (v8.2)                                | Ja                        | Ja            | Ja         | sehr viele                                                |                                |
| WinDiff                           | Microsoft                           | Nein; proprietär                                        | Ja; Part of Platform SDK                    | 1992                                                 | 16. August 2002 14:36:14 (v5.00.2195.6601) | Ja                        | Nein          | Nein       | Nein                                                      |                                |
| WinMerge                          | Dean Grimm                          | Ja; GPL                                                 | Ja                                          | 1998                                                 | 27. Juli 2022 (v2.16.22)                   | Ja (WinXP und höher)      | Nein          | Nein       |                                                           | 2 GB                           |
| UCC                               | USC CSSE                            | Nein; USC-CSSE Limited Public License                   | Ja                                          | 2009                                                 | Juli 2010                                  | Ja                        | Ja            | Ja {2.6.9} | Sun Solaris                                               |                                |
| UltraCompare                      | IDM Computer Solutions, Inc.        | Nein; proprietär                                        | Nein; 24,95 USD, 30 Tage frei               |                                                      | 2022                                       | Ja                        | Ja            | Ja         |                                                           |                                |
| Name                              | Hersteller                          | FOSS                                                    | Frei                                        | Datum der Erstausgabe                                | letzte stabile Version                     | Windows                   | Macintosh     | Linux      | andere Plattformen                                        |                                |

### Veraltete Software
Diese Software wird nicht mehr weiterentwickelt und ist entweder nicht mehr oder nur noch für veraltete Betriebssysteme verfügbar.
| Name         | Hersteller               | FOSS             | Frei                          | Datum der Erstausgabe | letzte stabile Version | Windows  | Macintosh | Linux | Andere Plattformen | Maximale Dateigröße |
| ------------ | ------------------------ | ---------------- | ----------------------------- | --------------------- | ---------------------- | -------- | --------- | ----- | ------------------ | ------------------- |
| Compare++    | Coode Software           | Nein; proprietär | Nein; 29,95 USD, 30 Tage frei | 2010                  | 2013 (v2.15)           | Ja       | Nein      | Nein  |                    |                     |
| Comparex     | Serena Software auch IBM | Nein; proprietär | Nein; MIPS-Preis              | 1980                  | 2016 (v8.7)            | Nein     | Nein      | Nein  | Ja Mainframe z/OS  |                     |
| fc           | Microsoft                | Nein; proprietär | Ja; Teil des Betriebssystems  | 1987                  |                        | Ja (DOS) | Nein      | Nein  |                    |                     |
| SG DiffMerge | SourceGear DiffMerge     | Nein; proprietär | Nein; 19,-- USD               | 2003                  | Oktober 2013 (4.2.0)   | Ja       | Ja        | Ja    |                    |                     |

## Vergleich der Funktionalität
| Name                      | Auflisten von Unterschieden     | Vergleich von Ordnern   | Binärer Vergleich | Visueller Bildvergleich | Verschobene Zeilen | 3-Wege-Vergleich             | Zusammenführen       | Strukturierter Vergleich | Manuelles Ausrichten von Zeilen |
| ------------------------- | ------------------------------- | ----------------------- | ----------------- | ----------------------- | ------------------ | ---------------------------- | -------------------- | ------------------------ | ------------------------------- |
| Araxis Merge              | Ja                              | Ja                      | Ja                | Ja                      | Ja                 | Ja (Pro-Version)             | Ja                   | Nein                     | Ja                              |
| Beyond Compare            | Ja                              | Ja                      | Ja                | Ja                      | Nein               | Ja (Dateien und Ordner)      | Ja (nur Pro-Version) |                          | Ja                              |
| diff                      | Nein                            | Ja                      | teils             |                         | Nein               | Nein                         | Nein                 |                          |                                 |
| diff3                     | Nein                            | Nein                    |                   |                         |                    | Ja (nicht optional)          |                      |                          |                                 |
| SG DiffMerge              | Ja                              | Ja                      |                   |                         |                    | Ja                           | Ja                   |                          | Ja                              |
| DiffTool                  | Ja                              | Ja                      | Ja                |                         | Nein               | Nein                         | Ja (folders)         |                          |                                 |
| Diffuse                   | Ja                              | Nein                    |                   |                         |                    | Nein                         | Ja                   |                          | Ja                              |
| Eclipse (compare)         | Ja                              |                         |                   |                         |                    | Ja                           | Ja                   |                          | Nein                            |
| Ediff                     | Ja                              | Ja                      | Ja                |                         |                    | Ja                           | Ja                   |                          |                                 |
| ExamDiff Pro              | Ja                              | Ja                      | Ja                |                         | Ja                 | Ja (nur ExamDiff Pro Master) | Ja                   |                          | Ja                              |
| Far Manager (compare)     | Ja (Via plugin)                 | Ja                      | Ja                |                         | Ja (Via plugin)    | Nein                         | Nein                 |                          |                                 |
| fc                        | Ja (Ausgabe als txt-Datei mgl.) | Nein                    | Ja                |                         |                    | Nein                         | Nein                 |                          |                                 |
| FileMerge                 | Ja                              | Ja                      | Ja                |                         |                    | Ja (optional vom Vorgänger)  | Ja                   |                          |                                 |
| Guiffy SureMerge          | Ja                              | Ja                      |                   |                         |                    | Ja                           | Ja                   |                          | Ja                              |
| IntelliJ IDEA (compare)   | Ja                              |                         |                   |                         |                    | Ja                           | Ja                   |                          |                                 |
| jEdit JDiff plugin        | Ja                              |                         |                   |                         |                    | Nein                         | Ja                   |                          |                                 |
| KDiff3                    | Ja                              | Ja                      |                   |                         |                    | Ja                           | Ja                   |                          | Ja                              |
| Kompare                   |                                 | Ja                      | Nein              |                         |                    | Nein                         |                      |                          |                                 |
| Lazarus Diff              |                                 |                         |                   |                         |                    |                              |                      |                          |                                 |
| Meld                      | Ja                              | Ja                      | Nein              |                         | Nein               | Ja                           | Ja                   |                          | Ja                              |
| Notepad++ (compare)       | Ja                              | Nein                    | Nein              | Nein                    | Ja                 | Nein                         | Nein                 | Nein                     |                                 |
| Perforce P4Merge          | Ja                              | Nein                    | Nein              |                         |                    | Ja                           | Ja                   |                          |                                 |
| Pretty Diff               | Ja                              | Ja                      | Nein              |                         | Nein               | Nein                         | Nein                 | Ja                       | Nein                            |
| Tkdiff                    | Ja                              | Nein                    | Nein              |                         | Nein               | Nein                         | Nein                 |                          |                                 |
| Total Commander (compare) | Ja                              | Ja                      | Ja                | Nein                    |                    | Nein                         | Ja                   |                          | Ja                              |
| vim                       | Ja                              | Ja (mit DirDiff Plugin) |                   | Nein                    |                    | Ja                           |                      |                          |                                 |
| WinDiff                   | Ja                              | Ja                      | Ja                |                         | Ja                 | Nein                         | Nein                 |                          |                                 |
| WinMerge                  | Ja                              | Ja                      | Ja                | Ja                      | Ja                 | Ja                           | Ja                   |                          | Nein                            |
| UCC                       | Ja                              | Ja                      | Ja                |                         | Ja                 | Nein                         | Ja                   |                          |                                 |
| Name                      | Auflisten von Unterschieden     | Vergleich von Ordnern   | Binärer Vergleich | Visueller Bildvergleich | Verschobene Zeilen | 3-Wege-Vergleich             | Zusammenführen       | Strukturierter Vergleich | Manuelles Ausrichten von Zeilen |

## API / editor features
| Name                      | GUI  | CLI | scriptfähig | horizontal / vertikal | Syntaxhervorhebung                         | Auswertung |
| ------------------------- | ---- | --- | ----------- | --------------------- | ------------------------------------------ | ---------- |
| Araxis Merge              | Ja   | Ja  | Ja          | beides                | Ja                                         | Ja         |
| Beyond Compare            | Ja   | Ja  | Ja          | beides                | Ja                                         | Ja         |
| diff                      | Nein | Ja  |             | horizontal            | Ja Pipe für Hervorhebung von Unterschieden |            |
| diff3                     | Nein | Ja  |             | horizontal            |                                            |            |
| SG DiffMerge              | Ja   | Ja  |             | beides                | Nein                                       | Ja         |
| DiffTool                  | Ja   | Ja  | Ja          | beides                |                                            | Ja         |
| Diffuse                   | Ja   | Ja  |             | vertikal              | Ja                                         |            |
| Eclipse (compare)         | Ja   |     |             | vertikal              | Ja                                         |            |
| Ediff                     | Ja   | Ja  | Ja          | beides                | Ja                                         |            |
| ExamDiff Pro              | Ja   | Ja  |             | optional              | Ja                                         | Ja         |
| Far Manager (compare)     | Ja   | Ja  | Ja          |                       | Ja                                         | Nein       |
| fc                        | Nein | Ja  |             | horizontal            |                                            |            |
| FileMerge                 | Ja   | Ja  |             | vertikal              | Ja                                         | Nein       |
| Guiffy SureMerge          | Ja   | Ja  | Ja          | beides                | Ja                                         | Ja         |
| IntelliJ IDEA (compare)   | Ja   |     |             | vertikal              | Ja                                         |            |
| jEdit JDiff plugin        | Ja   |     |             | beides                | Ja                                         |            |
| KDiff3                    | Ja   | Ja  |             | vertikal              | Nein                                       |            |
| Kompare                   | Ja   |     |             | vertikal              | Nein                                       |            |
| Lazarus Diff              | Ja   |     |             |                       | Ja                                         |            |
| Meld                      | Ja   |     |             | horizontal            | Ja                                         | Nein       |
| Notepad++ (compare)       | Ja   | Ja  |             | beides                | Ja                                         | Nein       |
| Perforce P4Merge          | Ja   | Ja  |             | vertikal              | Nein                                       | Nein       |
| Pretty Diff               | Ja   | Ja  | Ja          | beides                | Ja                                         | Ja         |
| Tkdiff                    | Ja   |     |             |                       |                                            |            |
| Total Commander (compare) | Ja   |     | Nein        | optional              | Ja                                         | Nein       |
| vimdiff                   | Ja   | Ja  | Ja          | beides                | Ja                                         | Ja         |
| WinDiff                   | Ja   | Ja  |             | horizontal            | Nein                                       | Ja         |
| WinMerge                  | Ja   | Ja  |             | vertikal              | Ja                                         | Ja         |
| UCC                       | Ja   | Ja  |             | vertikal              | Ja                                         | Ja         |
| Name                      | GUI  | CLI | scriptfähig | horizontal / vertikal | Syntaxhervorhebung                         | Auswertung |

## Weitere Eigenschaften
Weitere Eigenschaften, die nicht in die obere Tabelle passen:
| Name                      | ZIP unterstützt | FTP unterstützt | SFTP unterstützt | Versionskontrollübersicht                  | Patch erstellen | Patch anwenden | Patch Vorschau | Unicode unterstützt | XML-Erkennung |
| ------------------------- | --------------- | --------------- | ---------------- | ------------------------------------------ | --------------- | -------------- | -------------- | ------------------- | ------------- |
| Araxis Merge              | Ja              | Ja              | Nein             | Ja                                         | Ja              | Ja             | Ja             | Ja                  | Ja            |
| Beyond Compare            | Ja              | Ja              | Ja               | Nein                                       | Ja              | Ja             | Ja             | Ja                  |               |
| diff                      | Nein            | Nein            |                  | Nein                                       | Ja              | Ja mit Patch   | Ja mit Patch   | Ja                  | Nein          |
| diff3                     | Nein            | Nein            |                  |                                            |                 |                |                |                     | Nein          |
| SG DiffMerge              |                 |                 |                  | Ja                                         |                 |                |                | Ja                  |               |
| DiffTool                  | Ja + APK        | Nein            |                  |                                            |                 |                |                | Ja                  |               |
| Diffuse                   |                 |                 |                  | Ja                                         |                 |                |                | Ja                  |               |
| Eclipse (compare)         |                 |                 |                  | Ja CVS, Subversion, Git, Mercurial, Baazar |                 |                |                | Ja                  |               |
| Ediff                     | Ja              | Ja              |                  | Ja                                         | Ja              | Ja             | Ja             |                     |               |
| ExamDiff Pro              | Ja              | Ja              |                  |                                            | Ja              |                |                | Ja                  |               |
| Far Manager (compare)     | Nein            | Nein            |                  | Nein                                       | Nein            | Nein           | Nein           | Ja                  | Nein          |
| fc                        | Nein            | Nein            |                  |                                            | Nein            |                |                |                     |               |
| FileMerge                 | Nein            | Ja              |                  |                                            | Nein            |                |                | Nein                | Nein          |
| Guiffy SureMerge          | Ja              |                 |                  |                                            | Ja              | Ja             | Ja             | Ja                  |               |
| IntelliJ IDEA (compare)   | Ja              |                 |                  | Ja                                         | Ja              | Ja             | Ja             | Ja                  |               |
| jEdit JDiff plugin        | Ja              | Ja              |                  | Ja                                         | Ja              | Ja             | Ja             | Ja                  |               |
| KDiff3                    |                 | Ja              |                  |                                            |                 |                |                | Ja                  |               |
| Kompare                   |                 |                 |                  |                                            | Ja              |                |                |                     |               |
| Lazarus Diff              |                 |                 |                  |                                            |                 |                |                |                     |               |
| Meld                      |                 |                 |                  | Ja                                         | Ja              |                |                | Ja                  |               |
| Notepad++ (compare)       | Nein            | Ja              |                  | Ja                                         | Nein            | Nein           | Nein           | Ja                  | Nein          |
| Perforce P4Merge          |                 |                 |                  | Nein                                       |                 |                |                | Ja                  |               |
| Pretty Diff               | Nein            | Nein            | Nein             | Nein                                       | Nein            | Nein           | Nein           | Ja                  | Ja            |
| Tkdiff                    | Nein            | Nein            |                  | Ja                                         | Nein            | Nein           | Nein           | Nein                | Nein          |
| Total Commander (compare) | Ja              | Ja              | Ja               | Nein                                       |                 |                |                | Ja                  |               |
| vimdiff                   | Ja              | Ja              |                  |                                            | Ja              |                |                | Ja                  |               |
| WinDiff                   | Nein            | Nein            |                  |                                            | Nein            |                |                | Nein                |               |
| WinMerge                  | Ja              | Nein            |                  | Ja                                         | Ja              |                |                | Ja                  |               |
| UCC                       | Ja              | Nein            |                  |                                            |                 |                |                | Ja                  |               |
| Name                      | ZIP unterstützt | FTP unterstützt | SFTP unterstützt | Versionskontrollübersicht                  | Patch erstellen | Patch anwenden | Patch Vorschau | Unicode unterstützt | XML-Erkennung |

## Aspekte
Was kann verglichen werden und wie?
| Name                      | Groß-/Kleinschreibung im Dateinamen  | CRC  | Dateidatum                     | Zeitumstellung                | Groß-/Kleinschreibung im Inhalt |
| ------------------------- | ------------------------------------ | ---- | ------------------------------ | ----------------------------- | ------------------------------- |
| Araxis Merge              |                                      | Ja   | Ja                             |                               | Ja                              |
| Beyond Compare            | Ja                                   | Ja   | Ja                             | Ja                            | Ja                              |
| diff                      | Ja                                   | Nein | Nein                           | Nein                          | Optional                        |
| diff3                     |                                      |      |                                |                               |                                 |
| SG DiffMerge              |                                      |      |                                |                               |                                 |
| Diffuse                   |                                      |      |                                |                               | Optional                        |
| DiffTool                  | Nein                                 | Ja   | Ja                             |                               | Ja                              |
| Eclipse (compare)         |                                      |      |                                |                               |                                 |
| Ediff                     |                                      |      |                                |                               |                                 |
| ExamDiff Pro              | Nein                                 | Ja   | Ja                             | Ja                            | Ja                              |
| Far Manager (compare)     | Ja                                   | Nein | Ja                             | Nein                          | Ja                              |
| fc                        | Nein                                 |      |                                |                               | Optional                        |
| FileMerge                 | Nein                                 | Nein | Nein                           |                               | Optional                        |
| Guiffy SureMerge          | Optional: unabhängig vom Dateisystem |      | Ja                             |                               | Ja                              |
| IntelliJ IDEA (compare)   |                                      |      |                                |                               |                                 |
| jEdit JDiff plugin        |                                      |      |                                |                               |                                 |
| KDiff3                    |                                      |      |                                |                               | Optional                        |
| Kompare                   | Ja                                   |      |                                |                               |                                 |
| Lazarus Diff              |                                      |      |                                |                               |                                 |
| Meld                      |                                      |      |                                |                               |                                 |
| Notepad++ (compare)       | Nein                                 | Nein | Nein                           |                               | Ja                              |
| Perforce P4Merge          | —                                    | Nein | Nein                           | Nein                          | Ja                              |
| Pretty Diff               | —                                    | Nein | Nein                           | Nein                          | Optional                        |
| Tkdiff                    |                                      |      |                                |                               |                                 |
| Total Commander (compare) |                                      |      | Optional                       | Ja (Nur beim Synchronisieren) | Optional                        |
| vimdiff                   | Nein                                 | Nein | Nein                           | Nein                          | Ja                              |
| WinDiff                   | Nein                                 | Nein | Optional: wenn unterschiedlich | Ja                            | Optional                        |
| WinMerge                  | Nein                                 | Nein | Optional                       |                               | Optional                        |
| UCC                       | Nein                                 | Nein | Ja                             | Nein                          |                                 |
| Name                      | Groß-/Kleinschreibung im Dateinamen  | CRC  | Dateidatum                     | Zeitumstellung                | Groß-/Kleinschreibung im Inhalt |

## Effekte verschiedener Zeitzonen
Wenn Dateien über Zeitzonen hinweg übertragen werden, kann eine Veränderung angezeigt werden, obwohl die Dateien identisch sind, da die Zeitmarke (Timestamp) von Microsofts Dateisystemen FAT und NTFS abweicht. Der Unterschied liegt in ganzen Viertelstunden bis zur Zahl 95 (Minuten modulo 15 und plus Sekunden).
Eine Abweichung um eine Stunde über die Zeitzonen hinweg wird von der Umstellung auf Sommerzeit verursacht.
Bei einigen Programmen zum Vergleich und Synchronisation von Dateibeständen kann als Option eingestellt werden, die Zeitunterschiede zu ignorieren. Diese Option ist in der Tabelle Aspekte vermerkt.